# 안동 개목사 원통전
안동 개목사 원통전(安東 開目寺 圓通殿)은 경상북도 안동시 개목사에 있는, 조선시대의 건축물이다. 1963년 1월 21일 대한민국의 보물 제242호로 지정되었다.

## 개요
- 소재지 : 경북(慶北) 안동군(安東郡) 서후면(西後面) 태압동(台壓洞) 888
- 구조양식 : 정면(正面) 3칸(間), 측면(側面) 2칸, 주심포계(柱心包系) 양식(樣式), 단층(單層) 맞배지붕, 전면 퇴칸형의 구조

### 연혁
- 신라(新羅) 신문왕(神文王)(서기 681∼692년) 의상조사(義湘祖師)가 창건(創建)했다고 함.
- 조선(朝鮮) 세종(世宗) 때(서기 1418∼1450년) 맹사성(孟思誠)이 흥국사(興國寺)를 개목사(開目寺)로 개명(改名)하였다함.
- 조선 세조(世祖) 3년(서기 1457년) 건립(建立)
- 서기 1969년 해체보수(번와(飜瓦), 불단(수미단)(佛壇)보수)
- 서기 1970년 부분보수(기단(基壇), 창호(窓戶), 단청(丹靑)공사)

### 배치
개목사는 경상북도 안동시에 있는 우리 나라 현존 건물 중 최고(最古)의 목조 건물이 있는 유명한 봉정사(鳳停寺)에서 동북쪽으로 약 30분 걸어 올라가면 같은 산인 천등산 줄기에 위치하고 있다. 사찰 연혁에 대하여 일설(一說)로는 신라 신문왕(神文王)대 의상조사(義湘祖師)가 창건(創建)했다고 하나 확실히는 알 수 없고 일명(一名) 흥국사(興國寺)로 불렸던 것을 후에 개목사라 개칭했다 한다.
사찰(寺刹)은 소규모의 사역(寺域)에 대체적으로 남북의 축(軸)을 기준하여 원통전(圓通殿)이 북쪽에 남향(南向)하여 배치되어 있고, 그 남쪽에 문간채가 있으며, 서쪽에 요사채, 동북쪽에 산신각(山神閣)이 있고 이 주위에는 담장을 둘리고 담장 밖 동쪽에는 승방(僧房)이 놓여 있다.

### 건축양식
사찰에서 중심이 되는 관세음보살을 모신 본전(本殿)으로서 ‘원통전’이 세워졌으며, 정면(正面) 3칸, 측면(側面)은 정칸 1칸에 전면 퇴칸(退間)을 합하여 2칸을 이룬 주심포계(柱心包系)의 맞배지붕을 한 건물이다. 전면은 자연석(自然石)으로 쌓은 축대(築臺)와 외벌대 장대석(長臺石)을 돌려 만든 기단(基壇) 위에 대체적으로 면바르게 고른 자연석 기초를 놓고 그 위에 세워진 건물로서 전면퇴(退)에는 벽체 없이 바닥에 우물마루를 깔고 여기서 전내(殿內) 쪽으로는 중앙칸(어칸) 사분합(四分閤)과 협칸 삼분합은 정자(井字)살문을 달았으며 동서양측 벽에는 문 없이 심벽으로 막았다.
건물 후면(後面)에는 동측칸에만 정자살문을 달아 출입할 수 있게 되었다. 내부 바닥 역시 우물마루를 짜고 주심포계의 화려한 가구수법이 들어나는 천장 없는 연등천장을 구성하였다. 건물의 측면은 전면의 퇴칸이 낮게 덧달린 것같이 느껴지며 기둥은 한층 낮추어 장연(長椽)의 구배(물매)대로 내려와 처마도리에 걸칠 수 있게 외주(外柱) 높이를 조정하고 있는데 이 기둥 위에서 짜여진 퇴보(退樑)는 그 안에 있는 평주(平柱) 상부에 끼워 맞추어졌다. 그러므로 측면의 박공은 전면부가 배면부보다 길게 앞으로 나와있다. 비슷한 류의 건물로 강화(江華) 정수사 법당(淨水寺 法堂)을 들 수 있다.
기둥은 배흘림이 약간 있고 측면으로 배면 기둥과 중간 기둥은 높이가 같고 전면의 기둥만 약간 전퇴칸으로 낮다. 내부의 가구는 전후에 있는 양측 평주 위에 대량(大樑)을 걸고 이 위에 파련동자주(波蓮童子柱)를 세워 종량(宗樑)을 걸고 종량 상부에 파련대공(波蓮臺工)과 소슬합장을 세워 종도리를 받치고 있는 형식의 가구이며, 중앙 기둥 앞으로 퇴보를 걸고 그것을 받는 단주(短柱)를 하나 더 놓아 그 위에 도리를 받치도록 한 퇴칸가구가 종(從)속된 가구라 할 수 있다.
도리는 배면의 기둥위의 외출목도리를 포함할 경우 7량(樑)가의 도리구조인데 이에 올리는 서까래의 경우전면과 배면이 구조상 약간의 차이를 보인다.
전면 서까래는 종도리와 종량위 상중도리에 걸쳐놓은 단연(短椽)과 상중도리에서 대량위의 [[하중도리를 걸쳐 전퇴 기둥 상부 주심도리에 걸친 장연을 사용하고 있으며, 후면 서까래는 종도리와 종량 위의 상중도리에 단연을 걸고 상중도리에서 배면 기둥 상부위의 하중도리와 외출목도리에 장연을 걸었다.
처마는 전각의 규모와 달리 전후면 모두 부연(浮椽)을 설치한 겹처마이다. 당연히 초매기와 이매기를 갖춘구조이다.
공포(栱包)는 배면 기둥 위에 출목이익공(二翼工)과 유사한 1출목의 주심포柱心包)를 갖고있는데 기둥 위에 내외로 돌출한 제1살미(초제공)가 기둥을 관통하여 맞추어졌고 이 위에 주두(柱頭)를 올려놓아 다시 이 위에 제2살미(2제공)를 올리고 그 위에 대량을 얹어 놓았다.
제2살미 위에 1.3자 외(外)부로 첨차(檐遮) 하나를 가로놓아 외출목도리를 받게하여 구조를 더욱 견고히 하고 있다. 살미의 외단은 익공(翼工)과 같이 끝이 뾰족하게 휘어 올라간 초각을 하고 있고 내부로는 당초문(唐草文)과 안초공(按草工)이 합친 것과 같은 양봉(樑奉)을 만들고 있다. 또 보뺄목은 주심에서부터 수장폭으로 좁게 빠져나와 외목도리(外目道里)에서 봉두형(鳳頭形)을 하여 밖으로 조각되고 있다.
배면 하중도리 내면 하부에는 베게목을 놓아 도리(道里)를 얹히게 했고, 전면은 하중도리 전후로 베게목을 대어 도리의 굴림을 막고있다.
기둥과 기둥 사이에 창방(昌枋)은 수장폭으로 된 좁은 단면을 보이며, 주두 위에는 같은 방향의 첨차를 올려놓았다. 내부로 보아 전면 평주 위에 짜여진 공포는 배면의 공포와 같게 짜여졌으나 다른 점은 외출목이 생략되고, 익공형의 제1살미가 없으며, 생략된 제1살미의 자리에 퇴보의 내단부가 결구되어있다.
주두 위에 놓인 제2살미의 끝은 후면과 같이 부재 위까지 높게 올리지 않고 부재 수평에 맞추어 조각하고 있으며 대량의 보뺄목도 수장폭으로 나오긴 했으나 그 모습이 약간 둔하다. 또 전퇴칸의 단주 위에 짜인 공포 역시 이익공식에 유사하게 짜여졌는데 여기서는 기둥과 기둥사이 창방이 없고, 창방이 끼일 자리에 첨차가 끼어져 있고 주두 밑에 돌출한 살미의 외부외단도 배면 공포와 같이 익공형태로 부재 위로 뾰족하게 올리고 퇴보의 뺄목을 2단으로 꺽은 화두아 형태를 취하고 있다.
첨차는 공안(栱眼)을 깊게 파서 얹어놓고 그 양단에는 소로(小累)를 얹어 이 소로는 주두와 함께 장여를 받아 외출목도리를 받들고 있는데 정면에서 볼 때고식(古式)의 가구법임을 알 수 있다.
정면 기둥에 사용된 첨차의 경우 크게 우주와 평주에 놓이는 2가지 방식으로 분류된다. 우주 첨차의 경우 외단면의 마구리는 쇠서로 초각을 하였고, 내단면으로는 교두형으로 처리하였다. 교두형으로 처리된 부분의 윗면은 공안을 어깨만 따는 형식으로 후대의 기법을 사용하였다.
주심첨차위에 뜬장혀 뺄목의 초각이 쇠서형으로 외단면의 주심첨차의 초각방법과 같은 것이 특징이다. 그리고 내부 전면 기둥의 첨차는 교두형을 사용하였고, 윗 면의 공안은 어깨따기수법을 사용하였다.
종량 아래에는 양측에 파련동자주를 대칭으로 놓고 이것이 내측으로는 양봉형(樑奉形)을 하고 양 외단으로 보뺄목을 받치고 있다. 여기에도 첨차를 끼워 중도리 장혀를 받게 하였다.
종량의 양끝에는 중도리를 앉히고 그 내단에 소슬합장을 걸쳐 이것이 종도리를 받들게 하고 있으며 소슬합장은 약간의 내반된 곡선을 보이고 있다.
종도리 밑에는 파련대공을 조각하여 역시 여기에도 첨차 하나를 직교시켜 장혀를 받들게 하였다.
건물의 귀솟음은 종단(縱斷)으로 보았을 때 전후열과 어칸 주열(柱列)에서 주장(柱長)으로 보아 약 1~2치 정도로 생각되나 현재는 변주(邊柱)가 침하하여 오히려 창방이 처져 있는 우주도 있다. 또 처마의 곡선(曲線)은 중앙에서 좌우측 변(邊)으로 가면서 1자 정도 높여 앙곡을 이루었다.
건물내부 후측에는 관세음보살(觀世音菩薩)을 주불(主佛)로 모신 불단(佛壇)이 있고 그 위에는 닫집이 아닌 보개(寶蓋)를 간략하게 장식하였다.
이 건물은 1969년 해체보수시에 상량문이 나와 조선 세조(世祖) 3년(1457)에 건립하였음을 알 수 있다.

## 사진

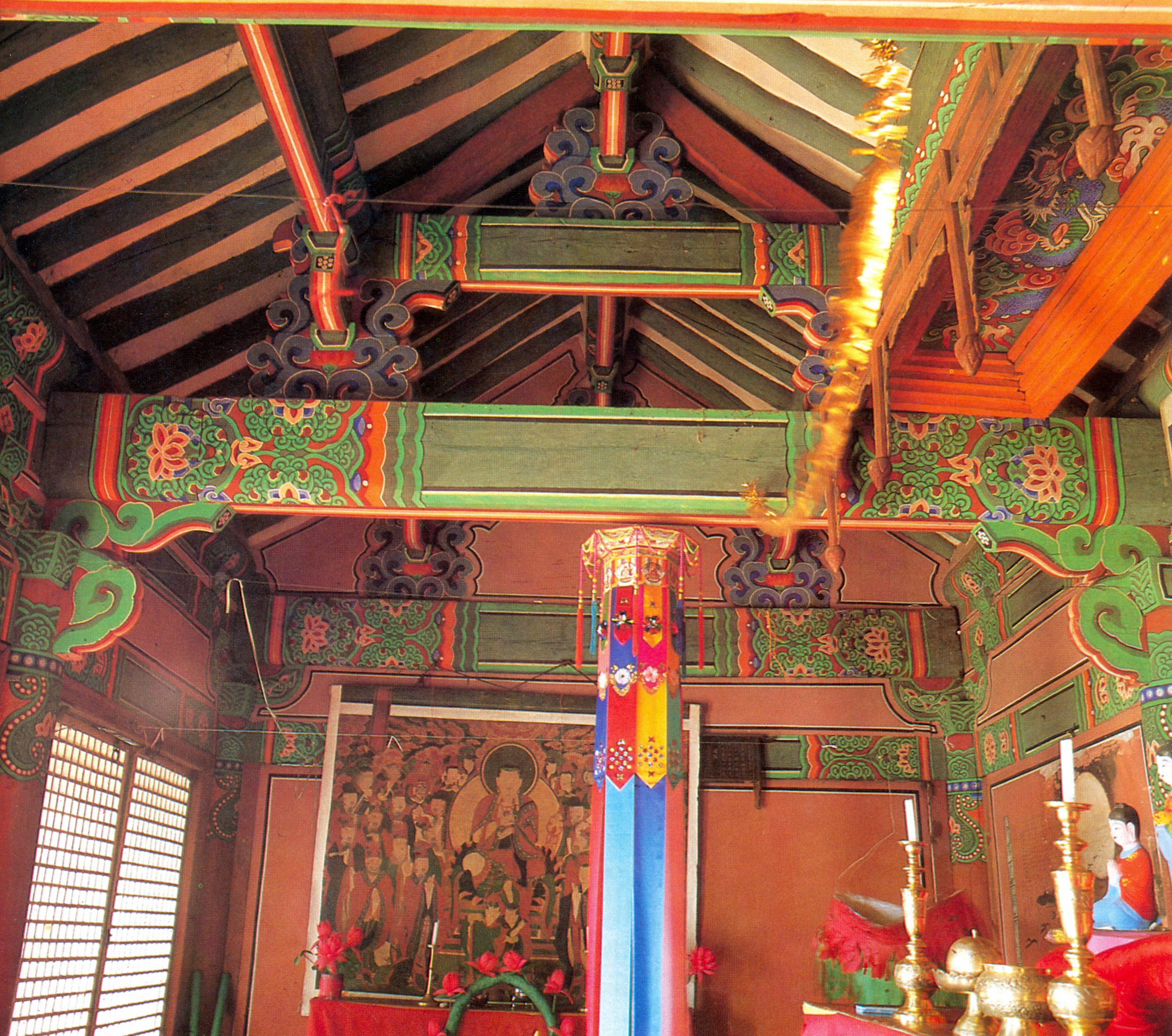
원통전 안
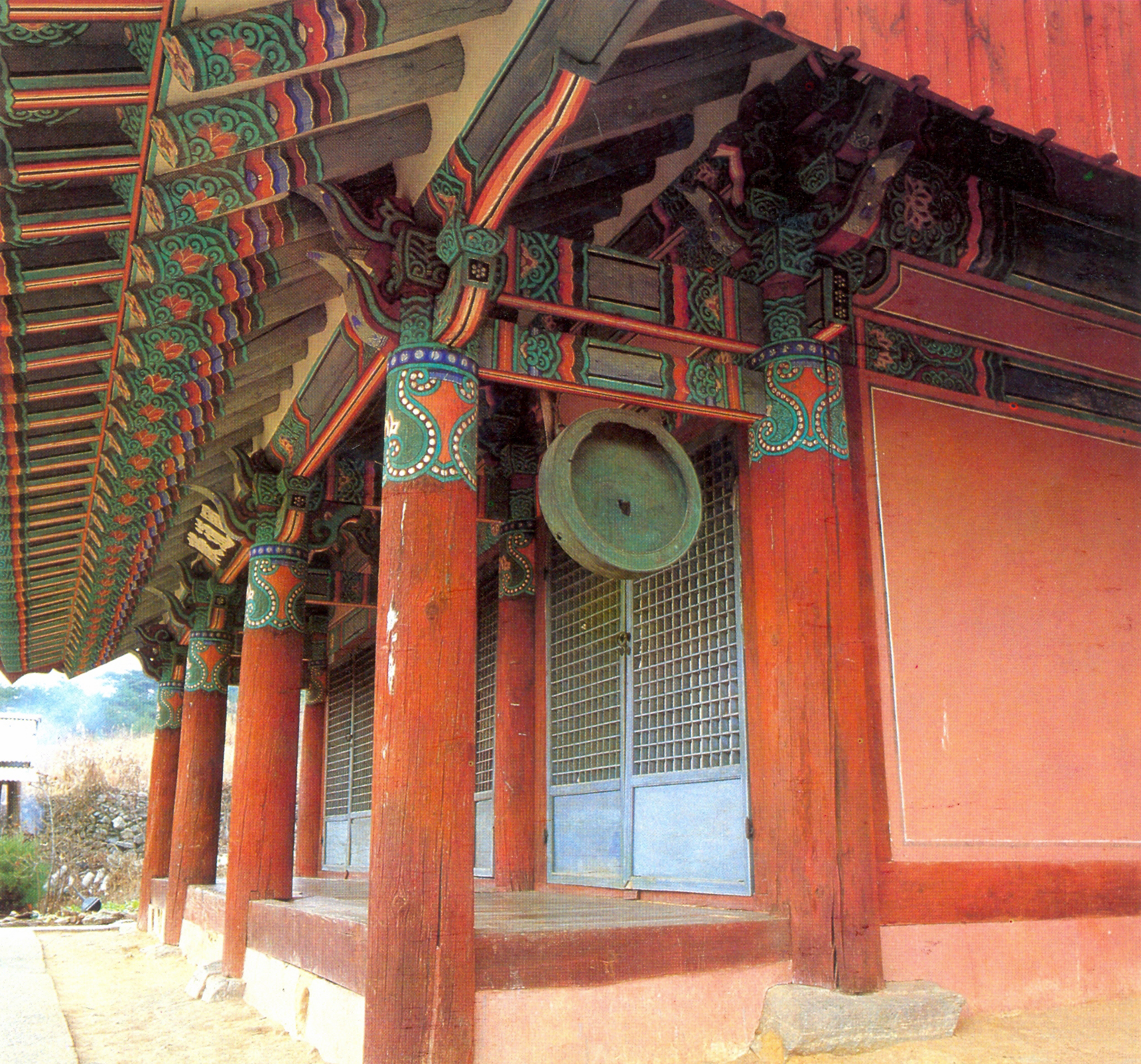
원통전 옆모습

## 같이 보기
- 개목사

## 참고 자료
- 안동 개목사 원통전 - 국가유산청 국가유산포털